# NGC 5478
NGC 5478 este o sub-millimetric source⁠(d) situată în constelația Fecioara. A fost descoperită în 23 martie 1789 de către William Herschel. Se află la o distanță de 108,07 megaparseci de Pământ.